# L'Opéra (film, 1929)
Pour les articles homonymes, voir L'Opéra.
Série Mickey Mouse
Bal de campagne
(1929) When the Cat's Away
(1929)
Pour plus de détails, voir Fiche technique et Distribution.
L'Opéra (The Opry House) est un court métrage d'animation américain des studios Disney avec Mickey Mouse, réalisé par Walt Disney et Ub Iwerks, sorti en 1929.
Sorti le 28 mars 1929, L'Opéra est le second court métrage de Mickey Mouse de l'année 1929. Mickey poursuit dans ce film sa carrière musicale entamée à bord du Steamboat Willie (1928).

## Synopsis
Mickey est le propriétaire d'une petite salle de spectacle de western (une « salle d'opéra », d'après le titre), dont il balaie l'entrée. Devant l'affiche avec les danseuses Yankee Doodle Girls, il mime un soldat américain en portant le balai à l'épaule, siffle comme un joueur de fifre sur l'air du Yankee Doodle, danse en duo et enfin chevauche le balai, qui finit par l'éjecter. Arrive un énorme client monté sur son cheval. Comme il ne passe pas la porte, Mickey le pousse puis  le pique : le client se dégonfle et il réussit à entrer. À l'intérieur, dans la fosse, un orchestre joue d'instruments divers. Un enfant renverse du savon liquide dans le saxophone et en fait éclater les bulles qui jouent alors des notes ; le musicien irrité tire la chasse du saxo pour le faire partir.       
Le spectacle commence : Mickey réalise seul le spectacle de vaudeville comprenant plusieurs rôles dont un charmeur de serpent, un danseur du ventre, la caricature d'un juif hassidique dansant et pour le final, un extraordinaire solo de piano. Il s'avère cependant que la fumée et le serpent qui sort d'un vase sont en fait la queue d'un chat et ce chat qui fume une pipe, dissimulé derrière un panneau en forme de vase. Mickey, après avoir salué son public à la fin du spectacle, se retrouve la tête coincée sous le rideau en amiante pare-feu.

## Fiche technique
- Titre : The Opry House
- Série : Mickey Mouse
- Réalisateur : Walt Disney et Ub Iwerks
- Animateur : Ub Iwerks, Les Clark
- Producteur : Walt Disney, John Sutherland
- Société de  production : Disney Brothers Studios
- Société de distribution : Celebrity Productions
- Pays de production:  États-Unis
- Langue : Anglais américain
- Format : Noir et blanc — 35 mm — 1,33:1 — Son : Mono (Cinephone)
- Durée : 7 minutes
- Dates de sortie[1] :
  - États-Unis : 28 mars 1929
  - France : 8 novembre 1929

## Autour du film

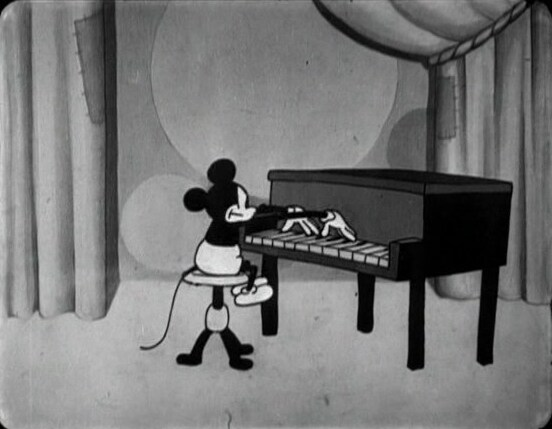
Mickey au piano, dans le film.

- Minnie Mouse n'apparaît pas en personne dans ce court métrage. À la place, on voit un poster où elle est présentée comme membre du groupe de chanteuses nommé les Yankee Doodle Girls. On peut aussi rencontrer le personnage de Kat Nipp qui fera deux autres apparitions comme antagoniste mineur de Mickey durant l'année 1929. En raison de l'absence de paroles dans ce film l'humour s'appuie sur une longue série de gags visuels. L'Opéra est l'un des cinq premiers courts métrages de Mickey Mouse animés, tous presque totalement animés par Ub Iwerks seul[2].
- Ce court métrage sera la première apparition de Mickey sur les écrans français le 8 novembre 1929[3] dans le cinéma Marivaux-Pathé dans le 2e arrondissement à Paris. Elle fera une rubrique en France dans l'hebdomadaire du cinéma Pour vous le 21 novembre 1929.
- La partition de Mickey comprend plusieurs pièces dont « Yankee Doodle » et Carmen de Georges Bizet. On peut noter la première utilisation dans un dessin animé de Rhapsodies hongroises No. 2 de Franz Liszt. Cela influença plusieurs autres animateurs et l’œuvre fut utilisée dans les dessins animés Rhapsody in Rivets (Friz Freleng, 1941), Rhapsody Rabbit (Friz Freleng, 1946) et Tom et Jerry au piano (The Cat Concerto, Hanna-Barbera, 1946).
- C'est le premier film « comédie musicale » de Disney[4].
- On peut noter que Mickey poursuit sa carrière musicale entamée à bord du Steamboat Willie (1928) avec les moyens du bord. Il était percussionniste et est devenu pianiste. Il sera en 1930 chef d'orchestre à l’occasion de Concert rustique (The Barnyard Concert) puis violoniste soliste dans Just Mickey. Son apothéose reste sa présence dans Fantasia en 1940.

### Évolution graphique: les gants de Mickey
"Ever wonder why we always wear these white gloves?"
« Me suis toujours demandé pourquoi nous portons toujours ces gants blancs ? » - Plusieurs personnages (avec des variations mineures)
Un signe distinctif et devenu essentiel de la tenue de Mickey sont ses gants... Mickey ne commença à porter des gants blancs qu'à partir de ce film. Il a ensuite presque toujours porté des gants blancs. Une des raisons probable est que, dans les premiers films en noir et blanc - le premier film en couleur de Mickey est La Fanfare (The Band Concert, 1935) - il fallait que le public puisse distinguer les mains du personnage lorsqu'elles passaient devant son corps de couleur noire. Les trois lignes noires sur le dessus du gant représentent les plis piqués prévu dans la fabrication des gants dans le prolongement des doigts, typique des gants d'enfants de l'époque.